# Pseudichthyodes schultzei
Pseudichthyodes schultzei là một loài bọ cánh cứng trong họ Cerambycidae.